# Bausch & Lomb Championships 2003
Bausch & Lomb Championships 2003 — жіночий тенісний турнір, що проходив на відкритих кортах з ґрунтовим покриттям на острові Амелія (США). Належав до турнірів 2-ї категорії в рамках Туру WTA 2003. Відбувсь удвадцятьчетверте і тривав з 14 до 20 квітня 2003 року. Олена Дементьєва здобула титул в одиночному розряді, свій перший на рівні WTA, й отримала 93 тис. доларів США.

## Фінальна частина

### Одиночний розряд
Олена Дементьєва —  Ліндсі Девенпорт 4–6, 7–5, 6–3
- Для Дементьєвої це був 1-й титул за рік і 1-й — за кар'єру.

### Парний розряд
Ліндсі Девенпорт /  Ліза Реймонд —  Вірхінія Руано Паскуаль /  Паола Суарес 7–5, 6–2
- Для Девенпорт це був 2-й титул за сезон і 34-й — за кар'єру. Для Реймонд це був 2-й титул за сезон і 38-й — за кар'єру.